# Prószkówka
Prószkówka – potok w południowo-zachodniej Polsce, w województwie opolskim, powiatach krapkowickim i opolskim, gminach Strzeleczki i Prószków, częściowo na ziemi prudnickiej. Dopływ Prószkowskiego Potoku, długości 5,49 km.
Źródło potoku znajduje się na północny wschód od wsi Smolarnia i północny wschód od przysiółka Kopalina, na krańcach gminy Strzeleczki, przy granicy z powiatem prudnickim. Przepływa w rejonie miejscowości Droździce i Ligota Prószkowska. Na wschód od Ligoty Prószkowskiej uchodzi do Prószkowskiego Potoku.